# Wapen van Blaricum

Het wapen van de gemeente Blaricum

Het wapen van Blaricum werd op 17 april 1897 aan de Noord-Hollandse gemeente Blaricum toegekend. De gemeente bestond al langere tijd, maar zou bij de gemeente Laren gevoegd worden, waardoor er geen wapen werd aangevraagd. Ten tijde van de inhuldiging van koningin Wilhelmina in 1898 moest de gemeente wel een wapen hebben en daarom werd er met spoed een aangevraagd. Voor het dorp was geen officieel wapen bekend, wel wist onder andere Abraham van der Aa dat de korenbloemen ooit gebruikt waren als wapen. Waar de korenbloemen als wapen vandaan komen is niet bekend. 

## Blazoenering
Sinds de toekenning door de Hoge Raad van Adel is er aan de blazoenering van het wapen niks veranderd, sindsdien luidt de blazoenering als volgt:
In zilver een uitgerukte korenbloemplant met 3 bloemen van lazuur, de stengels en wortels van sinopel.
Het schild is van zilver en beladen met een korenbloem. De stengels en wortels zijn groen van kleur en de drie bloemen elk blauw. Het wapen heeft geen kroon of schildhouder(s).
Op het wapendiploma staat eveneens vermeld dat het schild omgeven wordt door het randschrift: GEMEENTEBESTUUR VAN BLARICUM.

## Trivia
- In 1923 droegen de inwoners van de gemeente korenbloemen in hun revers om aan te geven dat zij niet met de gemeente Laren wilden fuseren.[2]